# Logan Tom (pallavolista)
Logan Maile Lei Tom (Napa, 25 maggio 1981) è un'ex pallavolista statunitense, di ruolo schiacciatrice.

## Carriera
La carriera di Logan Tom inizia nel 1999, tra le file della Stanford University. Nei quattro anni trascorsi a Stanford disputa tre finali della NCAA Division I, vincendone una nel 2001 e venendo anche eletta Most Outstanding Player della finale. Nel 2000 viene convocata in nazionale a soli 19 anni, per i Giochi della XXVII Olimpiade, diventando la più giovane giocatrice di pallavolo a partecipare ad un'Olimpiade. Un anno dopo, vince la medaglia d'oro al campionato nordamericano e al World Grand Prix. Nel 2002 vince la medaglia d'argento al campionato mondiale, perdendo in finale con l'Italia.
Dal 2003 inizia a giocare all'estero. Viene subito ingaggiata in Brasile, dal Minas, con cui disputa la parte finale della stagione 2002-03, perdendo la finale di campionato contro l'Osasco Voleibol Clube. Sempre nel 2003 vince la medaglia d'oro alla Coppa panamericana, dove viene premiata come miglior ricevitrice, e al campionato nordamericano, mentre vince la medaglia di bronzo al World Grand Prix e alla Coppa del Mondo.
Nelle stagioni 2003-04 e 2004-05, gioca nel campionato italiano, indossando prima la maglia della Giannino Pieralisi e poi quella del Chieri, con la quale vince il suo primo trofeo internazionale ossia la Top Teams Cup, venendo anche eletta Most Valuable Player e miglior realizzatrice della competizione. Con la nazionale, nel 2004, vince la medaglia di bronzo al World Grand Prix, venendo anche premiata per il miglior servizio, come miglior realizzatrice e come miglior giocatrice; un anno dopo, vince per la terza volta consecutiva la medaglia d'oro al campionato nordamericano. Nella stagione successiva, gioca in Svizzera, nel Voléro Zürich. Il sodalizio col club di Zurigo dura una sola stagione, in cui riesce a vincere sia lo scudetto che la coppa nazionale.
Nelle due stagioni successive, gioca nel Tenerife e nella Dinamo Mosca, ma non vince alcun trofeo. Nell'estate del 2007 vince la medaglia di bronzo alla Coppa del Mondo, che le permette di partecipare ai Giochi della XXIX Olimpiade, dove vince la medaglia d'argento e viene premiata come miglior realizzatrice. Nella stagione 2008-09 viene ingaggiata dalle Hisamitsu Springs, in Giappone; un anno dopo, torna a giocare in Italia, con la maglia dell'Asystel. Con la nazionale vince la medaglia d'oro al World Grand Prix 2010.
Nella stagione 2010-11, passa al Guangdong Hengda, squadra che milita nel campionato cinese allenata da Lang Ping, ex allenatrice della nazionale statunitense. Nel 2011 con la nazionale vince la medaglia d'oro sia al World Grand Prix che al campionato nordamericano, oltre all'argento alla Coppa del Mondo. La stagione successiva è al Fenerbahçe, nel campionato turco, club con il quale si aggiudica la Champions League 2011-12; con la nazionale vince la medaglia d'argento ai Giochi della XXX Olimpiade di Londra.
Nella stagione 2012-13 si trasferisce in Brasile, ingaggiata dal Rio de Janeiro; il 1º febbraio 2013 durante l'incontro contro il Rio do Sul, è vittima di un forte trauma distorsivo alla caviglia destra, a causa del quale è costretta a saltare il resto della stagione e quindi i decisivi play-off scudetto, durante i quali vince il suo primo scudetto brasiliano senza scendere in campo, grazie alla vittoria delle proprie compagne; poco dopo vince anche il campionato sudamericano per club nuovamente senza poter scendere in campo.
Dopo aver interrotto l'attività agonistica per un breve periodo, per dedicarsi agli studi, riprende a giocare a metà stagione 2013-14 per l'Ornavasso, nella Serie A1 italiana. Nella stagione seguente gioca col RC Cannes, nella Ligue A francese, vincendo lo scudetto. Nel campionato 2015-16 ritorna in Turchia, dove gioca per l'Halkbank fino a dicembre, per poi approdare da gennaio in Indonesia al Jakarta Pertamina Energy.
Nel 2017 torna in campo con l'Harbour Raiders in Nuova Zelanda, vincendo lo scudetto. Per il campionato 2017-18 gioca a Israele col Maccabi Haifa, con il quale conquista due scudetti, mentre nella stagione 2019-20 resta nella stessa divisione vestendo la maglia del Hapoël Kfar Saba, aggiudicandosi un altro scudetto: al termine dell'annata annuncia il suo ritiro dall'attività agonistica.

## Palmarès

### Club
- NCAA Division I: 1

2001
- Campionato svizzero: 1

2005-06
- Campionato brasiliano: 1

2012-13
- Campionato francese: 1

2014-15
- Campionato neozelandese: 1

2017
- Campionato israeliano: 3

2017-18, 2018-19, 2019-20
- Coppa di Svizzera: 1

2005-06
- CEV Champions League: 1

2011-12
- Campionato sudamericano per club: 1

2013
- Top Teams Cup: 1

2004-05
- Campionato Carioca: 1

2012

### Nazionale (competizioni minori)
- Coppa panamericana 2003

### Premi individuali
- 1999 - National Freshman of the Year
- 1999 - All-America First Team
- 1999 - NCAA Division I: Honolulu National All-Tournament team
- 2000 - All-America First Team
- 2001 - All-America First Team
- 2001 - AVCA National Player of the Year
- 2001 - NCAA Division I: San Diego National Most Outstanding Player
- 2002 - All-America First Team
- 2002 - AVCA National Player of the Year
- 2002 - NCAA Division I: New Orleans National All-Tournament team
- 2003 - Montreux Volley Masters: Miglior ricevitrice
- 2003 - Coppa panamericana: Miglior ricevitrice
- 2004 - World Grand Prix: MVP
- 2004 - World Grand Prix: Miglior realizzatrice
- 2004 - World Grand Prix: Miglior servizio
- 2005 - Top Teams Cup: MVP
- 2005 - Top Teams Cup: Miglior realizzatrice
- 2006 - Lega Nazionale A: MVP
- 2008 - Giochi della XXIX Olimpiade: Miglior realizzatrice
- 2010 - Campionato mondiale: Miglior ricevitrice
- 2011 - Campionato nordamericano: Miglior servizio